# Olympische Sommerspiele 1972/Teilnehmer (Portugal)
| Gelbes Symbol für Goldmedaillen mit stilisierten Olympischen Ringen | Graues Symbol für Silbermedaillen mit stilisierten Olympischen Ringen | Braundes Symbol für Bronzemedaillen mit stilisierten Olympischen Ringen |
| ------------------------------------------------------------------- | --------------------------------------------------------------------- | ----------------------------------------------------------------------- |
| —                                                                   | —                                                                     | —                                                                       |

Portugal nahm an den Olympischen Sommerspielen 1972 in München mit einer Delegation von 29 Sportlern (allesamt Männer) teil.

## Teilnehmer nach Sportarten

### Gewichtheben
- Raúl Diniz
Bantamgewicht: 21. Platz

### Judo
- António Roquete
Halbmittelgewicht: 12. Platz
- Orlando Ferreira
Mittelgewicht: 19. Platz

### Leichtathletik
- Fernando Silva
400 Meter: Vorläufe
4 × 400 Meter: Vorläufe
- Fernando Mamede
800 Meter: Vorläufe
1500 Meter: Vorläufe
4 × 400 Meter: Vorläufe
- Carlos Lopes
5000 Meter: Vorläufe
10.000 Meter: Vorläufe
- Armando Aldegalega
Marathon: 41. Platz
- Alberto Matos
110 Meter Hürden: Vorläufe
4 × 400 Meter: Vorläufe
- José Carvalho
400 Meter Hürden: Vorläufe
4 × 400 Meter: Vorläufe

### Reiten
- Carlos Campos
Springreiten, Einzel: 13. Platz
Springreiten, Mannschaft: 13. Platz
- Francisco Caldeira
Springreiten, Einzel: 31. Platz
Springreiten, Mannschaft: 13. Platz
- Vasco Ramires senior
Springreiten, Einzel: 37. Platz
Springreiten, Mannschaft: 13. Platz

### Ringen
- Leonel Duarte
Fliegengewicht, griechisch-römisch: 2. Runde
- Luís Grilo
Bantamgewicht, griechisch-römisch: 4. Runde
- Orlando Gonçalves
Federgewicht, Freistil: 2. Runde

### Rudern
- José Marques
Einer: Viertelfinale
- Carlos Oliveira
Doppelzweier: Viertelfinale
- Manuel Barroso
Doppelzweier: Viertelfinale

### Schießen
- André Antunes
Schnellfeuerpistole: 36. Platz
Freie Scheibenpistole: 55. Platz
- César Batista
Kleinkaliber, Dreistellungskampf: 61. Platz
Kleinkaliber, liegend: 90. Platz
- Mário Ribeiro
Kleinkaliber, Dreistellungskampf: 63. Platz
Kleinkaliber, liegend: 92. Platz
- Armando Marques
Trap: 19. Platz
- José de Matos
Skeet: 49. Platz

### Segeln
- José Manuel Quina
Finn-Dinghy: 11. Platz
- António Correia
Star: 6. Platz
- Henrique Anjos
Star: 6. Platz
- Fernando Bello
Drachen: 21. Platz
- Francisco Quina
Drachen: 21. Platz
- Mário Quina
Drachen: 21. Platz